# Willem Levelt
Willem Johannes Maria (Pim) Levelt (Amsterdam, 17 maggio 1938) è un linguista olandese.
È un influente ricercatore nell'acquisizione del linguaggio umano e nella produzione del linguaggio. Sviluppò una teoria completa sui processi cognitivi coinvolti nell'atto del parlare, compreso il significato del "lessico mentale". Levelt fu il direttore fondatore del Max Planck Institute for Psycholinguistics di Nijmegen. Fu anche presidente della Royal Netherlands Academy of Sciences, di cui è membro dal 1978.

## Pubblicazioni
- Willem Levelt, An introduction to the theory of formal languages and automata (PDF), Formal grammars in linguistics and psycholinguistics, vol. 1, The Hague, Mouton, 1974.
- Willem Levelt, Applications in linguistic theory (PDF), Formal grammars in linguistics and psycholinguistics, vol. 2, The Hague, Mouton, 1974.
- Willem Levelt, Psycholinguistic applications (PDF), Formal grammars in linguistics and psycholinguistics, vol. 3, The Hague, Mouton, 1974.
- Willem Levelt, Speaking: From Intention to Articulation, 1993.
- Willem Levelt, A History of Psycholinguistics: The Pre-Chomskyan Era (PDF), 2012. URL consultato il 2 marzo 2018 (archiviato dall'url originale il 15 dicembre 2017).

Su Pim Levelt
- M. Martin Taylor e Insup Taylor, Speaking: From Intention to Articulation Willem J.M. Levelt (review) (PDF), in Computational Linguistics, vol. 16, n. 1, 1990,  pp. 52-56. URL consultato il 7 gennaio 2013.
- Levelt honoured with 'Bundesverdienstkreuz mit Stern', su mpi.nl, Max Planck Institute for Psycholinguistics, 3 aprile 2012. URL consultato il 7 gennaio 2013 (archiviato dall'url originale il 18 maggio 2015).